# Conopophage à joues noires
Conopophaga melanops
Espèce
Statut de conservation UICN

 LC  : Préoccupation mineure
Le Conopophage à joues noires (Conopophaga melanops) est une espèce de passereaux appartenant à la famille des Conopophagidae endémique au Brésil. Le mâle se reconnait par sa couronne orange, sa face noire et sa gorge blanche alors que la femelle a un plumage brun.

## Taxonomie
C'est le naturaliste français Louis Jean Pierre Vieillot qui l'a décrit en 1818, lui donnant le nom d'espèce melanops à partir du grec ancien melas : « noir » et ops : « visage ».

## Description

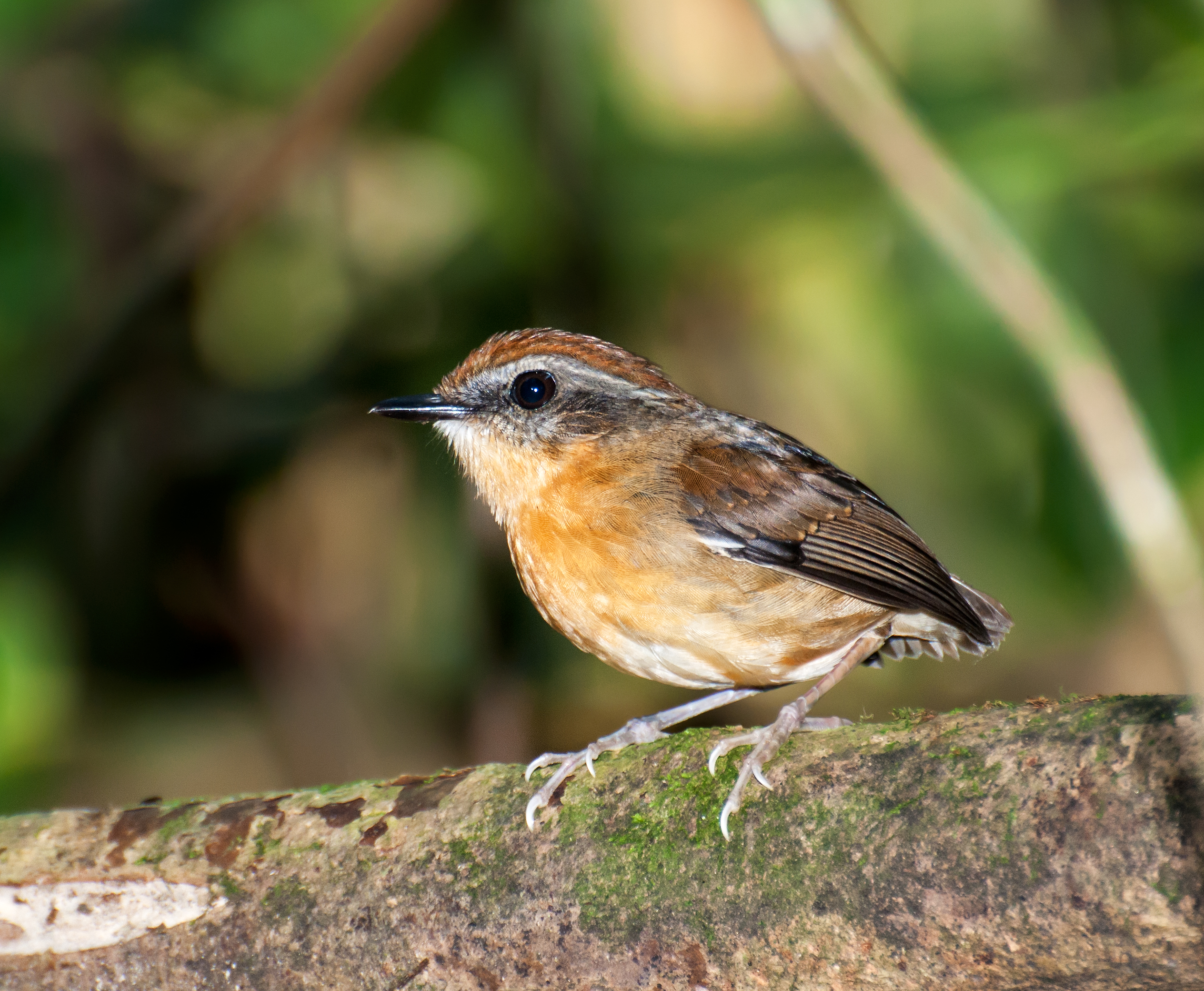
Conopophaga melanops femelle

Mesurant environ 11,5 cm de long, le Conopophage à joues noires est un petit oiseau rond avec une queue courte. Il présente un dimorphisme sexuel important. Alors que le mâle a un plumage fortement coloré, la femelle est globalement marron. Le mâle a une face et les joues noires avec une couronne orange et la gorge blanche. Les parties supérieures sont brunes et inférieures gris pâle, les plumes du ventre sont presque blanches et les flancs chamois. La femelle est plus foncée sur le dessus, a un sourcil blanc et une tache blanche sur les ailes. Elle ressemble au Conopophage roux.

## Répartition et habitat
On le trouve dans l'est du Brésil, de Paraíba à Santa Catarina. Son habitat naturel est les forêts humides de plaines subtropicales ou tropicales où il est un oiseau de l'étage bas et du plancher de la forêt. Son territoire le long des zones côtières est du Brésil a été fragmenté par la destruction de son habitat. Malgré le plumage voyant, c'est un oiseau furtif qu'on ne voit pas souvent.

## Comportement
Le Conopophage à joues noires est monogame et territorial, la taille moyenne d'un territoire est d'environ 3 hectares. L'accouplement a lieu a plus de trois mois et le nid en plate-forme est construit sur des branches ou une feuille de palmier près du sol. Une couvée a deux œufs en moyenne.